# مطار بكين داشينغ الدولي
مطار بكين داشينغ الدولي (بالصينية: 北京大兴国际机场) هو مطار دولي يخدم مدينة بكين. تم الانتهاء من إنشاء المطار وافتتاحة في 26 سبتمبر 2019.
ويقع في منطقة داشينغ وأجزاء من غوانغ يانغ في لانغ فانغ، وتقع على بعد 46 كيلومتر (29 ميل) إلى الجنوب من مركز المدينة. في الجزء الجنوبي من داشينغ على طول الحدود مع خبي. ليخدم بكين وتيانجين وخبي. وسوف يغطي مساحة 2,680 هكتار (6,600 أكر).
الخط الجديد لمترو بكين والذي هو تحت الإنشاء يربط المطار بالمنطقة الحضرية في بكين. وبالإضافة إلى ذلك، السكك الحديدية عالية السرعة (بكين–شيونغ) ستربط المطار مع محطة سكة حديد بكين الجنوبية وبواقع 30 دقيقة للرحلة. جميع رحلات شركات الطيران الأعضاء في سكاي تيم تتخذ من المطار قاعدة لأعمالها.

## تصميم
للمطار الرئيسي خطة تم تصميمها من قبل مركز استشارات ناكو وسيضم مركزا للنقل البري مع وسائل النقل العام عالية السرعة والسكك الحديدية والمترو والطرق السريعة، وسوف يجهز بحافلات محلية للتوصيل من وإلى المطار.
تم تصميمه من قبل شركة ADPI بالتعاون مع زها حديد. ويتكون من قاعة مركزية يتفرع منها وترتبط بستة صالات .

## تاريخ التنمية
اقترح إنشاء مطار ثاني في بكين في عام 2008. بحلول عام 2012 كان مطار بكين العاصمة الدولي يعمل بكامل طاقته التصميمية.

### المقترحات الأولية
توقعت تقارير وسائل الإعلام خلال شهر أيلول / سبتمبر 2011 أن المطار سيكون بواقع 9 مدارج: 8 مدارج للطيران المدني بالإضافة إلى مدرج واحد مخصص للاستخدام العسكري. وهذا من شأنه أن يحل محل مطار بكين العاصمة الدولي (الذي كان يتسع لـ 83 مليون مسافر في عام 2013 (المرتبة الثانية في العالم)) والأولى في الصين باعتباره المطار الرئيسي الأكبر في بكين. المطار كان من المقرر أن يكون قادرا على التعامل مع 120 إلى 200 مليون مسافر سنويا إذا استُخدم بشكل كامل، وهذ من شأنه أن يجعل هذا قائمة أكبر مطارات العالم حسب حركة الركاب متجاوزا مطار هارتسفيلد جاكسون.
وكان من المقرر أن ينقل كل من سكاي تيم وخطوط ون وورلد إلى المطار الجديد وتبقى تحالف ستار وشركات طيران أخرى في العاصمة، مما يجعل كلا المطارين مركزين دوليين. ومع ذلك فقد أعلن في 30 تموز / يوليه 2016 أن خطوط جنوب الصين الجوية وخطوط شرق الصين الجوية وخطوط زيامن الجوية وغيرها من شركات سكاي تيم ستنتقل إلى المطار الجديد في حين أن طيران الصين وشركات تحالف ستار وشركات تحالف عالم واحد من المفترض أن تبقى في العاصمة.

### الموافقة على البناء
حصلت الموافقة الرسمية على البناء من قبل مجلس الدولة الصيني والمسؤولين في يوم الأحد 13 كانون الثاني / يناير 2013. وتقرر تشييد المطار في الجزء الجنوبي من داشينغ، على طول الحدود خبي. لم يكن هناك أي تصاميم أو خطط بسبب المفاوضات التي كانت جارية آنذاك. ثم كُشف عن تصميم المطار بواقع 7 مدارج 6 للاستخدام المدني و 1 لأغراض عسكرية. ومن المتوقع أن يتم الانتهاء منه في سبتمبر 2019 مع قدرة على التعامل مع 75 مليون راكب بحلول عام 2025. وتقدر تكلفة البناء بما لا يقل عن 70 مليار يوان (11.2 مليار دولار أمريكي)، بما في ذلك السكة الحديدية بين بكين–شيونغ التي يبلغ طولها 37 كيلومتر (23 ميل) والتي تصل إلى محطة سكة حديد بكين الجنوبية.

### البناء
بدأ بناء المطار في 26 ديسمبر 2014. وبحلول يونيو 2019، تم الانتهاء من الانشاءات.
في كانون الأول / ديسمبر 2017، المئات من مقابر أسرة تشينغ تم اكتشافها خلال عملية البناء.

## Airlines and destinations

### Passenger
| شركـات طيـران                   | الوجهات |
| ------------------------------- | --- |
| إيروفلوت                        | مطار شيريميتييفو الدولي |
| طيران آسيا                      | مطار كوتا كينابالو الدولي |
| طيران آسيا (إكس)                | مطار كوالالمبور الدولي |
| طيران الصين                     | Bazhong، مطار تشانغتشون الدولي، مطار تشنغدو شوانغليو الدولي، مطار تشنغدو تيانفو الدولي، مطار تشونغتشينغ جيانغبى الدولي، مطار داليان الدولي، مطار داندونغ لانغتو، مطار داتشينغ سارتو، مطار فوتشو تشانغله الدولي، مطار قوانغتشو باييون الدولي، مطار قويلين يانغ جيانغ الدولي، مطار قوييانغ لونغدونغابو الدولي، مطار هايكو ميلان الدولي، مطار هانغتشو شياوشان الدولي، مطار هاربين الدولي، مطار حيفي شينكياو الدولي، مطار جياموسي دونغاجياو، مطار جييانغ شاوشان، مطار جينغدتشن جيا، مطار جينغقانغشان، مطار كونمينغ جانغشوي الدولي، مطار لانتشو تشونغ تشوان، مطار ميانيانغ نانيجو، مطار نانتشانغ تشانغبى الدولي، مطار نانجينغ الدولي، مطار نانينغ الدولي، مطار نانتونغ شينغ دونغ، مطار نينغبو ليش الدولي، مطار تشيتشيهار سانجيازي، مطار قوزهو، مطار شانغهاي هونغكياو الدولي، مطار شانغهاي بودنغ الدولي، مطار شيانغراو سانغينغشان، مطار شنيانغ الدولي، مطار شينزين باوان الدولي، مطار تايتشو وقياو، مطار تونغلياو، مطار ونزهو يونجقيانج الدولي، مطار هاي، مطار شيامن قاوتشي الدولي، مطار شيان شيانيانغ الدولي، مطار شيلينهوت، مطار نانيانغ يانتشنغ، مطار يانغزهو تايزهو، مطار يانجي تشاويانغتشوان، مطار يبين واليانجي، مطار ينتشوان خه دونغ، مطار تشانغجياجيه هيهوا، مطار تشوهاى سانزو |
| طيران ماكاو                     | مطار ماكاو الدولي |
| Aurora                          | Khabarovsk، Vladivostok |
| خطوط العاصمة بكين الجوية        | مطار سوفارنابومي الدولي، مطار تشونغتشينغ جيانغبى الدولي، مطار هايكو ميلان الدولي، مطار هانغتشو شياوشان الدولي، مطار جيشي شينغايهو، مطار كونمينغ جانغشوي الدولي، مطار ساني ليجيانغ، مطار فيلانا الدولي، مطار كام رانه الدولي، مطار سانيا فينيكس الدولي، مطار أورومتشي الدولي، مطار شينينغ الدولي، مطار شيشوانغباننا غاسا، مطار يوشهو باتانغ |
| الخطوط الجوية البريطانية        | مطار لندن هيثرو |
| Cambodia Airways                | مطار بنوم بنه الدولي |
| خطوط شرق الصين الجوية           | مطار بوشان يوندوان، مطار تشانغتشو بيننو، مطار تشنغدو تيانفو الدولي، مطار تشونغتشينغ جيانغبى الدولي، مطار دالي، مطار داليان الدولي، مطار دونهوانغ، مطار إينشي شوجيابينغ، مطار قوانغتشو باييون الدولي، مطار هايكو ميلان الدولي، مطار هانغتشو شياوشان الدولي، مطار هاربين الدولي، مطار حيفي شينكياو الدولي، مطار هونغ كونغ الدولي، مطار جياجيداكي، مطار جيايوغان، مطار جينينغ كوفو، مطار كونمينغ جانغشوي الدولي، مطار لانتشو تشونغ تشوان، مطار ساني ليجيانغ، مطار ليني شوبولينغ، مطار لويانغ الدولي، مطار لوئهو يونلونغ، مطار ماكاو الدولي، مطار شيريميتييفو الدولي، مطار نانتشانغ تشانغبى الدولي، مطار نانجينغ الدولي، مطار نينغبو ليش الدولي، مطار قيانجيانغ والينغشان، مطار غينغادو جياودونغ الدولي، مطار غيونغهاي بواو، مطار سانيا فينيكس الدولي، مطار إنتشون الدولي، مطار شانغهاي بودنغ الدولي، مطار شينزين باوان الدولي، مطار شانغي سنغافورة (تبدأ في 20 يوليو 2023)، مطار تاييوان وسو الدولي، مطار أورومتشي الدولي، مطار ونزهو يونجقيانج الدولي، مطار ووهان الدولي، مطار سنن شوفانغ الدولي، مطار شيامن قاوتشي الدولي، مطار شيان شيانيانغ الدولي، مطار شينينغ الدولي، مطار يانتاي بينجلاي الدولي، مطار ينتشوان خه دونغ، Zhanjiang، مطار زاهوتونغ، مطار تشوهاى سانزو |
| خطوط جنوب الصين الجوية          | مطار سخيبول أمستردام، مطار تشانغتشون الدولي، مطار تشانغشا هوانغوا الدولي، مطار تشنغدو شوانغليو الدولي، مطار تشونغتشينغ جيانغبى الدولي، مطار داليان الدولي، مطار داتشينغ سارتو، مطار ديشين شانغري-لا، Ezhou، مطار فوتشو تشانغله الدولي، مطار قانتشو هوانتشين، مطار قوانغتشو باييون الدولي، مطار قويلين يانغ جيانغ الدولي، مطار قوييانغ لونغدونغابو الدولي، مطار هايكو ميلان الدولي، مطار هانغتشو شياوشان الدولي، مطار هاربين الدولي، مطار خيخه، مطار هونغ كونغ الدولي، مطار هويزهو، مطار إسطنبول الدولي، مطار جييانغ شاوشان، مطار كاشغر الدولي، مطار كورلا، مطار كونمينغ جانغشوي الدولي، مطار لانتشو تشونغ تشوان، مطار لندن هيثرو، مطار شيريميتييفو الدولي، مطار نانشونغ غاوبينغ، مطار نانينغ الدولي، مطار نينغبو ليش الدولي، مطار كانساي الدولي، مطار جينجيانغ تشيوانتشو، مطار سانيا فينيكس الدولي، مطار غيمبو الدولي، مطار إنتشون الدولي، مطار شانغهاي هونغكياو الدولي، مطار شانغهاي بودنغ الدولي، مطار شياوغويان غويتو، مطار شنيانغ الدولي، مطار شينزين باوان الدولي، مطار طشقند الدولي، مطار طوكيو هانيدا الدولي، مطار أورومتشي الدولي، مطار ووهان الدولي، مطار شيامن قاوتشي الدولي، مطار شيان شيانيانغ الدولي، مطار شينينغ الدولي، مطار يشهون مينغيويشان، مطار ينينغ، مطار ينتشوان خه دونغ، مطار ييوو، مطار تشوهاى سانزو، مطار زوني شينزهو |
| China United Airlines           | Ankang، مطار أنشهون هوانغشو، مطار أركسان يبرشي، مطار بايشينغ جانغان، مطار بايانور تيانجيتاي، مطار بيجي فيشونغ، مطار تشانغبايشان، مطار تشانغشا هوانغوا الدولي، مطار تشنغدو تيانفو الدولي، Chenzhou، مطار تشيفنغ يولونغ، مطار جيزهو جيوهواشان، مطار تشونغتشينغ جيانغبى الدولي، مطار داليان الدولي، مطار دونغينغ شنغلي، مطار إيرينهوت سايوسو الدولي، مطار فوشان شادي، مطار فوتشو تشانغله الدولي، مطار قوانغتشو باييون الدولي، مطار هايكو ميلان الدولي، مطار هايلار دونغشان، مطار هانغتشو شياوشان الدولي، مطار هانتشونغ جهينغو، مطار هاربين الدولي، Holingol، مطار زيجانغ، مطار هويزهو، Jingzhou، مطار كونمينغ جانغشوي الدولي، مطار لانتشو تشونغ تشوان، Lianyungang، مطار ليني شوبولينغ، مطار لونغيان غوانزهيشان، مطار لوليانغ داو، مطار مانزهولوي شيجياو، مطار ميشيان، مطار نانيانغ جيانغ يينغ، مطار نينغبو ليش الدولي، مطار اوردوس إيجين هورو، مطار تشيتشيهار سانجيازي، مطار جينجيانغ تشيوانتشو، مطار ريتشاو، مطار شانغهاي هونغكياو الدولي، مطار شانغهاي بودنغ الدولي، مطار شيانغراو سانغينغشان، مطار شينزين باوان الدولي، مطار تونغلياو، مطار تونغرين فينغوانغ، مطار أولانهوت، مطار ولانغاب، مطار أورومتشي الدولي، مطار يهاي داسهويبو، مطار ونزهو يونجقيانج الدولي، مطار هاي، Wuhu، Wuzhou، مطار شيامن قاوتشي الدولي، مطار شانغينغ ليوجي، مطار شيلينهوت، مطار شينغي، مطار تشيانغ مينغانغ، Yan'an، مطار نانيانغ يانتشنغ، مطار يانجي تشاويانغتشوان، مطار يانتاي بينجلاي الدولي، مطار ييتشانغ سانشيا، مطار ييتشون ليندو، مطار ينتشوان خه دونغ، مطار ييوو، مطار يونغزهو لينغلينغ، مطار يويانغ، مطار يولين يو يانغ، مطار تشانغيه قانتشو، مطار تشوشان بوتوشان، مطار تشوهاى سانزو |
| Donghai Airlines                | مطار تشانغتشي وانغشون، مطار شينزين باوان الدولي، مطار شينينغ الدولي، مطار ييتشانغ سانشيا |
| الاتحاد للطيران                 | مطار أبو ظبي الدولي |
| Hebei Airlines                  | مطار تشانغشا هوانغوا الدولي، مطار تشنغدو تيانفو الدولي، مطار تشونغتشينغ جيانغبى الدولي، مطار قوييانغ لونغدونغابو الدولي، مطار غويان ليوبانشان، مطار هانغتشو شياوشان الدولي، مطار جينشانغ جينشوان، مطار لانتشو تشونغ تشوان، مطار لونغنان جينتشيو، مطار نانتونغ شينغ دونغ، مطار نينغبو ليش الدولي، مطار تشينغيانغ، مطار شيان شيانيانغ الدولي، مطار ينتشوان خه دونغ، مطار تشالانتون، مطار زوني شينزهو |
| خطوط هونغ كونغ الجوية           | مطار هونغ كونغ الدولي |
| خطوط جونياو الجوية              | مطار جيجو الدولي، مطار تشوبو سنتراير الدولي، مطار كانساي الدولي |
| خطوط لوت الجوية البولندية       | مطار وارسو فريدريك شوبان |
| الخطوط الجوية الماليزية         | مطار كوالالمبور الدولي |
| الخطوط الجوية المنغولية         | مطار جنكيز خان الدولي الجديد |
| الخطوط الجوية القطرية           | مطار حمد الدولي |
| خطوط رويال بروناي الجوية        | مطار بروناي الدولي |
| خطوط إس سفن                     | Irkutsk، مطار نوفوسيبيرسك |
| الخطوط السعودية                 | مطار الملك عبد العزيز الدولي (تبدأ في 4 أغسطس 2023)، مطار الملك خالد الدولي (تبدأ في 6 أغسطس 2023) |
| خطوط شانغهاي الجوية             | مطار شانغهاي هونغكياو الدولي |
| الخطوط الجوية الدولية السويسرية | مطار زيورخ الدولي |
| طيران آسيا (تايلاند)            | مطار تشيانغ مي |
| خطوط زيامن الجوية               | مطار تشانغشا هوانغوا الدولي، مطار تشونغتشينغ جيانغبى الدولي، مطار فوتشو تشانغله الدولي، مطار هايكو ميلان الدولي، مطار هانغتشو شياوشان الدولي، مطار لوئهو يونلونغ، مطار جينجيانغ تشيوانتشو، مطار سانمينغ شياتشيان، مطار سانيا فينيكس الدولي، مطار شانغهاي بودنغ الدولي، مطار شينزين باوان الدولي، مطار أورومتشي الدولي، مطار شيامن قاوتشي الدولي، مطار شينينغ الدولي، مطار ينتشوان خه دونغ |

### Cargo
| شركـات طيـران     | الوجهات                                                |
| ----------------- | ------------------------------------------------------ |
| Jingdong Airlines | مطار شينزين باوان الدولي                               |
| طيران لونج        | مطار سنن شوفانغ الدولي                                 |
| خطوط أس أف الجوية | مطار هانغتشو شياوشان الدولي، مطار شانغهاي بودنغ الدولي |